# Dulce Ramírez
Dulce Ramírez o Dulce Ramírez Islas es una activista por los derechos de los animales, directora ejecutiva de Igualdad Animal México y fundadora de Sabor Vegano México y Colectivo Animalia.
Nació el 7 de diciembre de 1982 en Pachuca, Hidalgo. Realizó sus estudios en Filosofía y Letras por la Universidad Autónoma de Baja California y vive en Guadalajara desde 2010.
Su trabajo consiste en coadyuvar, motivar e instar a la sociedad, a los gobiernos y a las empresas para acabar con la crueldad hacia los animales de granja. Promover el veganismo visibilizar el impacto que tiene en la salud, el mediomabiente y en los animales el consumo de carne, reducir el sufrimiento de los animales, así como asegurar el cumplimiento de las leyes existentes  de protección animal y el respeto a sus intereses.
Ha participado en propuestas de iniciativas de ley, desde el Senado Mexicano y El Congreso del Estado Jalisco, para visibilizar los maltratos de animales en las granjas, la tipificación del delito del maltrato animal, la prohibición de los circos animales y hacer conciencia sobre los hábitos de consumo de productos de origen animal. También ha producido investigaciones en las granjas y mataderos como investigadora encubierta.
En 2011 junto con su hermana Katya Ramírez, fundó el Colectivo Animalia, con el que comenzó a realizar actividades para promover el veganismo en la ciudad.
En 2012, logró consolidar a Zapopan Jalisco, ser primer municipio sin circos con animales. Para 2013 comenzó a colaborar con grupos internacionales como Especismo Cero de Argentina, Equinimal e Igualdad Animal de España. En 2013 colaboró para la fundación de Sabor Vegano México, colectivo de activistas que mediante las ventas solidarias de comida vegana subsidia actividades a favor de los animales.
Para 2013 se unió a Igualdad Animal como portavoz y voluntaria y desde 2015 es directora de Igualdad Animal México.

## Trabajo en el congreso Local de Jalisco.
Gracias a las investigaciones que Igualdad Animal México realizó en rastros de México, En 2017 pudo presentarse una iniciativa para que dentro del Código Penal de Jalisco se contemplen las normas federales para el trato de animales de granja. En 2017 junto con el diputado local Alejandro Hermosillo, se solicitó que los artículos 306 y 308 sean modificados de manera que operen con las normas federales respecto al trato de los animales en las granjas y que sea castigado de no ser así. El 20 de febrero el diputado Salvador Caro Cabrera presentó una iniciativa de reforma al Código Penal del Estado de Jalisco que contempla que el incumplimiento a las normas de Sanidad Animal en los rastros municipales y privados del Estado sea un delito de Crueldad Animal. Durante la sesión proyectó imágenes de la investigación de Igualdad Animal México en rastros de Jalisco.